# Otto Freise
Otto Freise (* 16. Juni 1872 in Seesen; † 18. Dezember 1952 in Bremen) war ein Bremer Kaufmann und Fabrikdirektor.

## Biografie
Karl August Otto Freise, in Seesen geboren, absolvierte eine kaufmännische Lehre bei einer Großhandlung für Glas-, Porzellan- und Steingutwaren in Verden. Ab 1895 war er kaufmännischer Angestellter bei der Norddeutschen Steingutfabrik AG in Bremen-Grohn. Schon 1899 erhielt er mit 27 Jahren eine Prokura der Firma und 1900 wurde er in den Vorstand der Firma berufen. Als treibende Kraft der Fabrik übernahm er 1903 als alleiniger Vorstand die Führung des Unternehmens. International bekannt wurde die Norddeutsche Steingutfabrik auch durch die Verleihung einer Goldmedaille bei der Louisiana Purchase Exposition, der Weltausstellung 1904 in St. Louis. Das Unternehmen erweiterte sich ständig. Er gründete 1912 eine Tochtergesellschaft in Bremen-Aumund. Das Unternehmen übernahm nach dem Ersten Weltkrieg weitere keramische Fabriken. Er vergrößerte das Auslandsgeschäft erheblich, das einen Anteil von bis zu 65 Prozent des Umsatzes einnahm. 

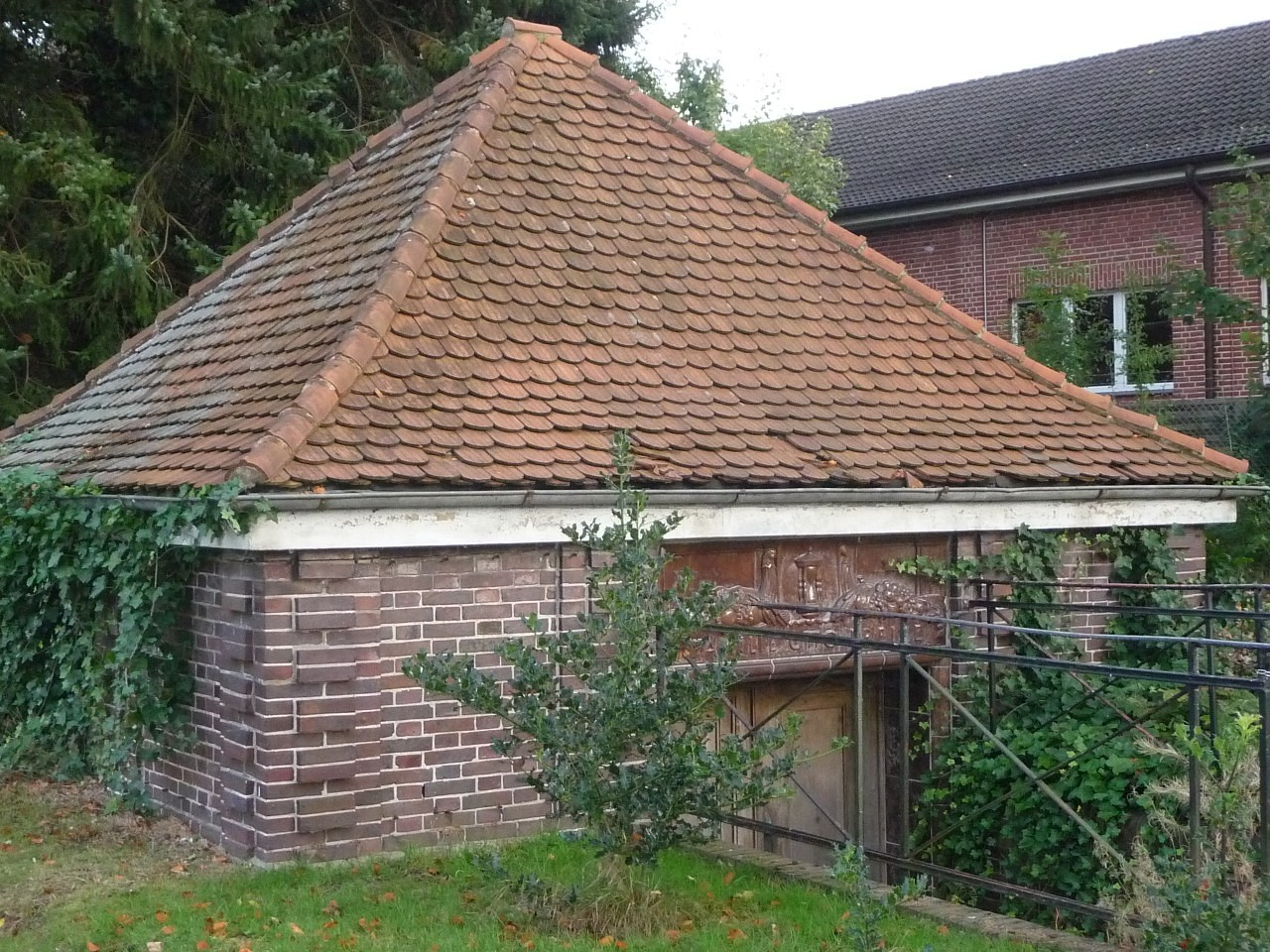
Mausoleum der Familie Otto Freise auf dem Friedhof Grohn

Freise war Mitglied  der Handelskammer Wesermünde und war in verschiedenen Aufsichtsräten vertreten. Er engagierte sich auch für soziale Anliegen in Vegesack. 1950 schied er aus dem Unternehmen aus.
Er wurde auf dem Friedhof Grohn in Bremen-Vegesack, Ortsteil Grohn, in einem kleinen Backstein-Mausoleum bestattet. Es ist nicht nur das einzige Mausoleum auf dem Friedhof Grohn, sondern in ganz Bremen-Nord. Weitere Mausoleen findet man nur auf den Bremer Friedhöfen in Walle und Riensberg.
In Bremen-Grohn wurde die Otto-Freise-Straße nach ihm benannt.